# Гей, Роксана
Роксана Гей (англ. Roxane Gay; род. 15 октября 1974, Омаха, США) — американская писательница, редактор и комментатор. Она является автором коллекции эссе Bad Feminist (2014), ставшей бестселлером по версии The New York Times, а также сборников рассказов Ayiti (2011), романа An Untamed State (2014), сборников рассказов Difficult Women (2017) и мемуаров Голод (2017).
Гей была доцентом в Восточном Иллинойском университете в течение четырёх лет, а затем присоединилась к университету Пердью, в качестве доцента английского языка. В 2018 году она объявила, что уходит из Пердью, чтобы стать профессором в Йельском университете.
Роксана является автором публикаций в The New York Times, основательницей Tiny Hardcore Press, редактором эссе в The Rumpus, а также редактором в коллективе некоммерческого литературного искусства PANK.

## Ранние годы и образование
Гей родилась в Омахе, штат Небраска, в семье гаитянского происхождения. Она училась в средней школе Академии Филлипса Эксетера в Нью-Гэмпшире.
Начала обучение в Йельском университете, но бросила его, чтобы продолжить романтические отношения в Аризоне. Позже она получила степень бакалавра в штате Небраска, а также степень магистра с углублённым изучением творческого письма в Университете Небраски-Линкольна. В 2010 году получила докторскую степень по риторике и техническим Коммуникациям в Мичиганском технологическом университете, с диссертацией «Subverting the Subject Position: Toward a New Discourse About Students as Writers and Engineering Students as Technical Communicators», научным руководителем которой стала доктор Энн Брейди.

### Bad Feminist
Сборник эссе Bad Feminist, был издан Роксаной Гей в 2014 году и получил широкое признание и стал бестселлером в New York Times. Рецензент журнала Time назвал Bad Feminist «пособием о том, как быть человеком» (англ. «a manual on how to be human») и назвал Роксану «талантом, который не перестает удивлять» (англ. «gift that keeps on giving»). В интервью журналу она объяснила свою роль, как феминистки, и как это повлияло на её писательское дело:
«В каждом из этих эссе, больше всего я стараюсь показать, как феминизм влияет на мою жизнь, лучше или хуже. Эти эссе просто показывают, как это — жить в этом мире как женщина. Это даже не о феминизме, это о человечности и сострадании».
Рассмотрение гендерной теории Роксана Гей так же инициирует в первую очередь с точки зрения опыта, а не с точки зрения академического знания:
«На всех нас повлияла культура, где женщины считаются ниже мужчин…. В ответ на эти ограниченные способы, которыми мы разговариваем, думаем о гендере, как мы защищаем наши права, эти вакуумы, в которых мы ведем культурные беседы, независимо от того, насколько хороши наши намерения, независимо от того, насколько тонко продуман наш подход, я не могу перестать думать, — тут мы все проигрываем. Я не уверена, как мы можем стать лучшими в ведении этих разговоров, но я знаю, что нам нужно преодолеть наши глубоко укрепленные позиции и нашу склонность отбрасывать нюансы. Мы должны быть больше заинтересованы в том, чтобы делать вещи лучше, чем простобыть интересными, либо смешными».
В The Guardian, критик Кира Кокрейн предложила подобную оценку: «Хотя онлайн-дискурс часто характеризуется экстремальными, поляризованными мнениями, её произведения отличаются тем, что они являются утонченными и дискурсивными, способные заглядывать за угол, распознавать другие точки зрения и при этом осторожно развивать свою. В печатном виде, в Twitter и лично, голос Роксаны — это голос друга, к которому ты первым обратишься за советом, спокоен и в здравом уме, а также смешной тот, кто много видел и абсолютно непреклонен в стремлении к своей цели».
Группа феминистских учёных и активисток проанализировали сборник-эссе Роксаны для «Short Takes: Provocations on Public Feminism», по инициативе феминистского журнала «Signs: Journal of Women in Culture and Society». Он был положен в основу выступления Роксаны Гей на TED.

### Другие проекты
Гей была редактором феминистского онлайн-издания The Butter с ноября 2014 года по август 2015 года. В The Butter публикуются самые разнообразные темы, включая инвалидность, литературу, семью, музыку. The Butter перестало существовать в августе 2015 года, когда Гей заявила, что она «чрезмерно загружена» (англ. «Simply stretched too thin»). Роксана была колумнисткой американского Guardian в 2015—2018 годах. Также была гостевой судьей и гостевым редактором ежегодной антологии The Masters Review в 2017 году.
В 2016 году Роксана Гей была включена в книгу «В компании женщин: вдохновение и советы от более 100 авторов, художниц и предпринимателей».

## Награды
- 2015: Награда «Pen Center USA Freedom to Write»[30]
- 2018: Стипендия Гуггенхайма[31]
- 2018: Премия Эйснера[32]
- 2018: Награда попечительского совета Литературной премии Лямбда[33]
- 2018: Литературная премия Лямбда за публицистику на тему бисексуальности[33]

## Публикации
Большинство письменных работ Гей касается анализа и деконструкции феминистских и расовых вопросов через призму её личного опыта расовой, гендерной идентичности и сексуальности.

## Личная жизнь
Роксана начала писать эссе в подростковом возрасте. На её работу сильно повлияло сексуальное насилие, которое она пережила в возрасте 12 лет. Она является открытой бисексуалкой.

## Работы и публикации

### Художественная литература
- Gay, Roxane (2011). Ayiti. New York / Oregon: Artistically Declined Press. ISBN 978-1-4507-7671-4. OCLC 776999100[36].
- Gay, Roxane (2014). An Untamed State. New York: Black Cat / Grove Atlantic. ISBN 978-0-8021-2251-3. OCLC 903123484[23].
- Gay, Roxane (2017). Difficult Women. New York: Grove Atlantic. ISBN 978-0-8021-2539-2. OCLC 957223378[37].

### Нехудожественная литература
- Gay, Roxane (2014). Bad Feminist. New York: Harper Perennial. ISBN 978-0-06-228272-9. OCLC 877890878.
- Gay, Roxane (2017). Hunger: A Memoir of (My) Body. New York: Harper. ISBN 978-0-06-236259-9. OCLC 918590664.

### Другие избранные работы
- Gay, Roxane (2010). Subverting the Subject Position: Toward a New Discourse About Students as Writers and Engineering Students as Technical Communicators (Thesis / dissertation). Houghton, MI: Michigan Technological University. OCLC 774576963.